# Doha
Doha (în arabă: الدوحة, Ad-Dawḥah sau Ad-Dōḥah) este capitala Qatarului. Orașul este localizat în municipiul Ad Dawhah, pe coasta Golfului Persic (25.3° N 51.5333° E) și are o populație de 998,651 locuitori (2008), majoritatea fiind formată din expatriați, în principal din India și Filipine.
Orașul este în rapidă expansiune, fiind la concurență cu Abu Dhabi și Dubai din Emiratele Arabe Unite în privința numărului de clădiri aflate în construcție.

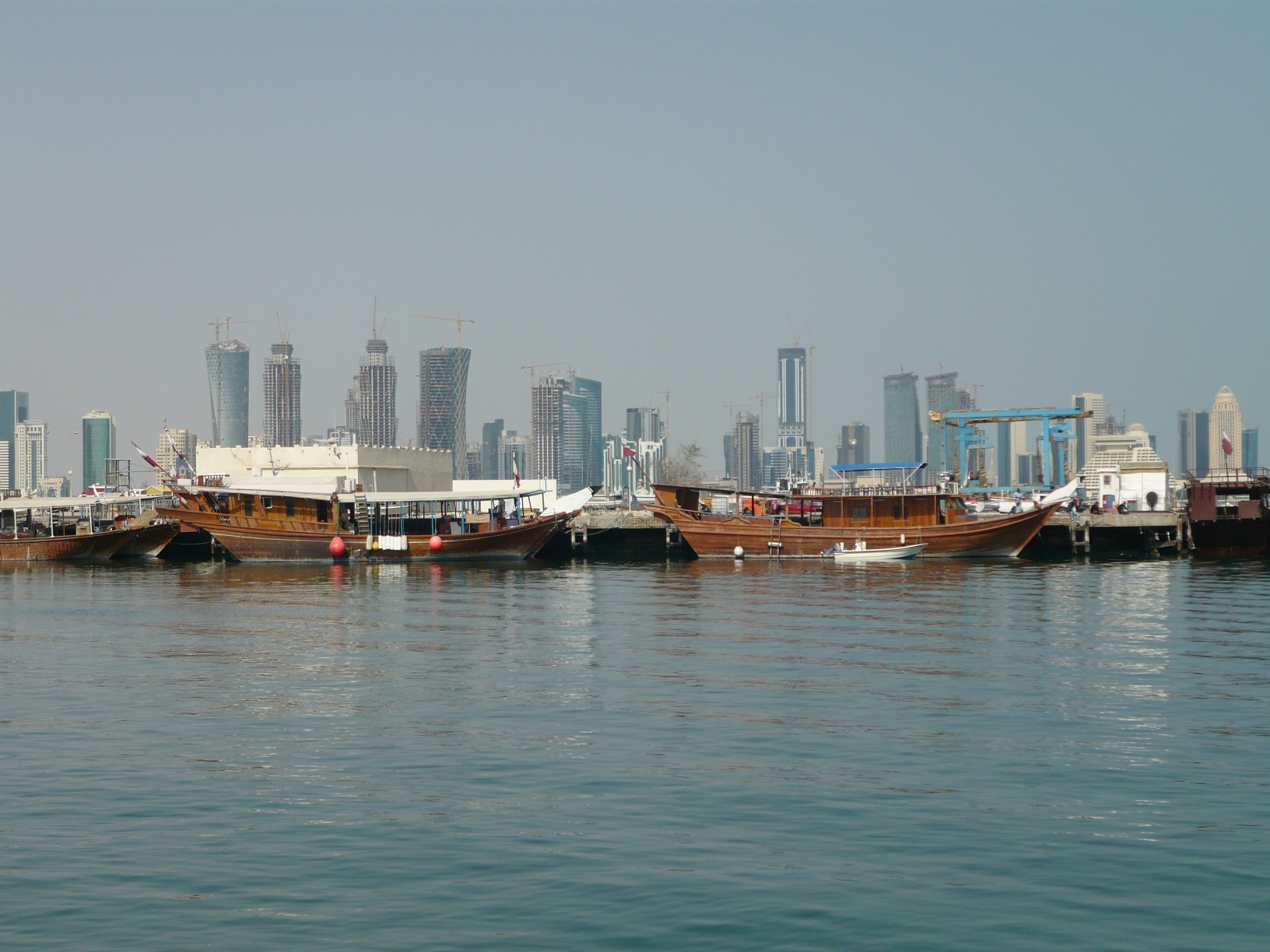
Noul centru al oraşului

## Clima
| Date climatice pentru Doha            | Date climatice pentru Doha | Date climatice pentru Doha | Date climatice pentru Doha | Date climatice pentru Doha | Date climatice pentru Doha | Date climatice pentru Doha | Date climatice pentru Doha | Date climatice pentru Doha | Date climatice pentru Doha | Date climatice pentru Doha | Date climatice pentru Doha | Date climatice pentru Doha | Date climatice pentru Doha |
| Luna                                  | Ian                        | Feb                        | Mar                        | Apr                        | Mai                        | Iun                        | Iul                        | Aug                        | Sep                        | Oct                        | Nov                        | Dec                        | Anual                      |
| ------------------------------------- | -------------------------- | -------------------------- | -------------------------- | -------------------------- | -------------------------- | -------------------------- | -------------------------- | -------------------------- | -------------------------- | -------------------------- | -------------------------- | -------------------------- | -------------------------- |
| Maxima medie °C (°F)                  | 21.0 (69,8)                | 22.7 (72,9)                | 26.5 (79,7)                | 31.9 (89,4)                | 38.2 (100,8)               | 41.1 (106)                 | 41.3 (106,3)               | 40.7 (105,3)               | 37.6 (99,7)                | 35.2 (95,4)                | 29.5 (85,1)                | 24.1 (75,4)                | 32,48 (90,47)              |
| Media zilnică °C (°F)                 | 17.0 (62,6)                | 17.9 (64,2)                | 21.2 (70,2)                | 25.7 (78,3)                | 31.0 (87,8)                | 33.9 (93)                  | 34.7 (94,5)                | 34.3 (93,7)                | 32.2 (90)                  | 28.9 (84)                  | 24.2 (75,6)                | 19.2 (66,6)                | 26,68 (80,03)              |
| Minima medie °C (°F)                  | 12.8 (55)                  | 13.7 (56,7)                | 16.7 (62,1)                | 20.6 (69,1)                | 25.0 (77)                  | 27.7 (81,9)                | 29.1 (84,4)                | 28.9 (84)                  | 26.5 (79,7)                | 23.4 (74,1)                | 19.5 (67,1)                | 15.0 (59)                  | 21,58 (70,84)              |
| Minima istorică °C (°F)               | 3.8 (38,8)                 | 5.0 (41)                   | 8.2 (46,8)                 | 10.5 (50,9)                | 15.2 (59,4)                | 21.0 (69,8)                | 23.5 (74,3)                | 22.4 (72,3)                | 20.3 (68,5)                | 16.6 (61,9)                | 11.8 (53,2)                | 6.4 (43,5)                 | 3,8 (38,8)                 |
| Ploaie mm (inches)                    | 13.2 (0.52)                | 17.1 (0.673)               | 16.1 (0.634)               | 8.7 (0.343)                | 3.6 (0.142)                | 0 (0)                      | 0 (0)                      | 0 (0)                      | 0 (0)                      | 1.1 (0.043)                | 3.3 (0.13)                 | 12.1 (0.476)               | 75,2 (2,961)               |
| Umiditate [%]                         | 71                         | 70                         | 63                         | 52                         | 44                         | 41                         | 49                         | 55                         | 62                         | 63                         | 66                         | 71                         | 58,9                       |
| Nr. mediu de zile ploioase (≥ 1.0 mm) | 1.7                        | 2.1                        | 1.8                        | 1.4                        | 0.2                        | 0.0                        | 0.0                        | 0.0                        | 0.0                        | 0.1                        | 0.2                        | 1.3                        | 8,8                        |
| Ore însorite                          | 244.9                      | 224.0                      | 241.8                      | 273.0                      | 325.5                      | 342.0                      | 325.5                      | 328.6                      | 306.0                      | 303.8                      | 276.0                      | 241.8                      | 3.432,9                    |
| Sursă: NOAA (1962-1992)               |                            |                            |                            |                            |                            |                            |                            |                            |                            |                            |                            |                            |                            |

## Educație
Orașul găzduiește Universitatea din Qatar și un campus al școlii de afaceri HEC Paris.

## Orașe înfrățite
- Alger, Algeria
- Amman, Iordania (din 1995)
- Beijing, China (din 2008)
- Bosaso, Somalia (din 1994)
- Brasília, Brazilia
- Mexico City, Mexic
- Houston, Texas, SUA
- Manama, Bahrain
- Marbella, Spania
- Port Louis, Mauritius
- Stratford-upon-Avon, Anglia, Regatul Unit
- Tirana, Albania[4]
- Tunis, Tunisia
- Singapore, Singapore
- Atena, Grecia

## Galerie
Click pe poze pentru a le mări.

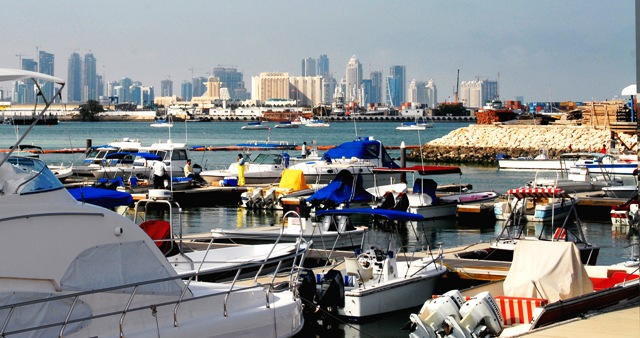
Doha Marina, shot in 2007.
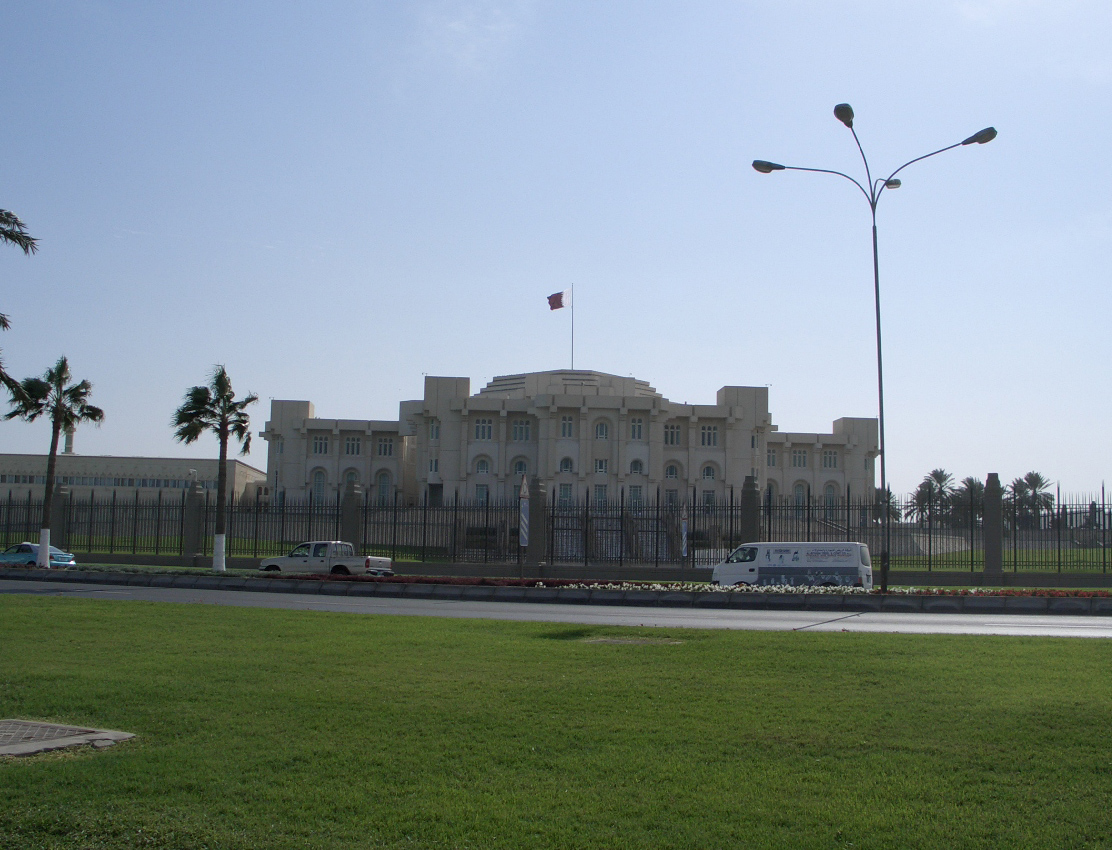
The Emiri Diwan, Al Bidda.
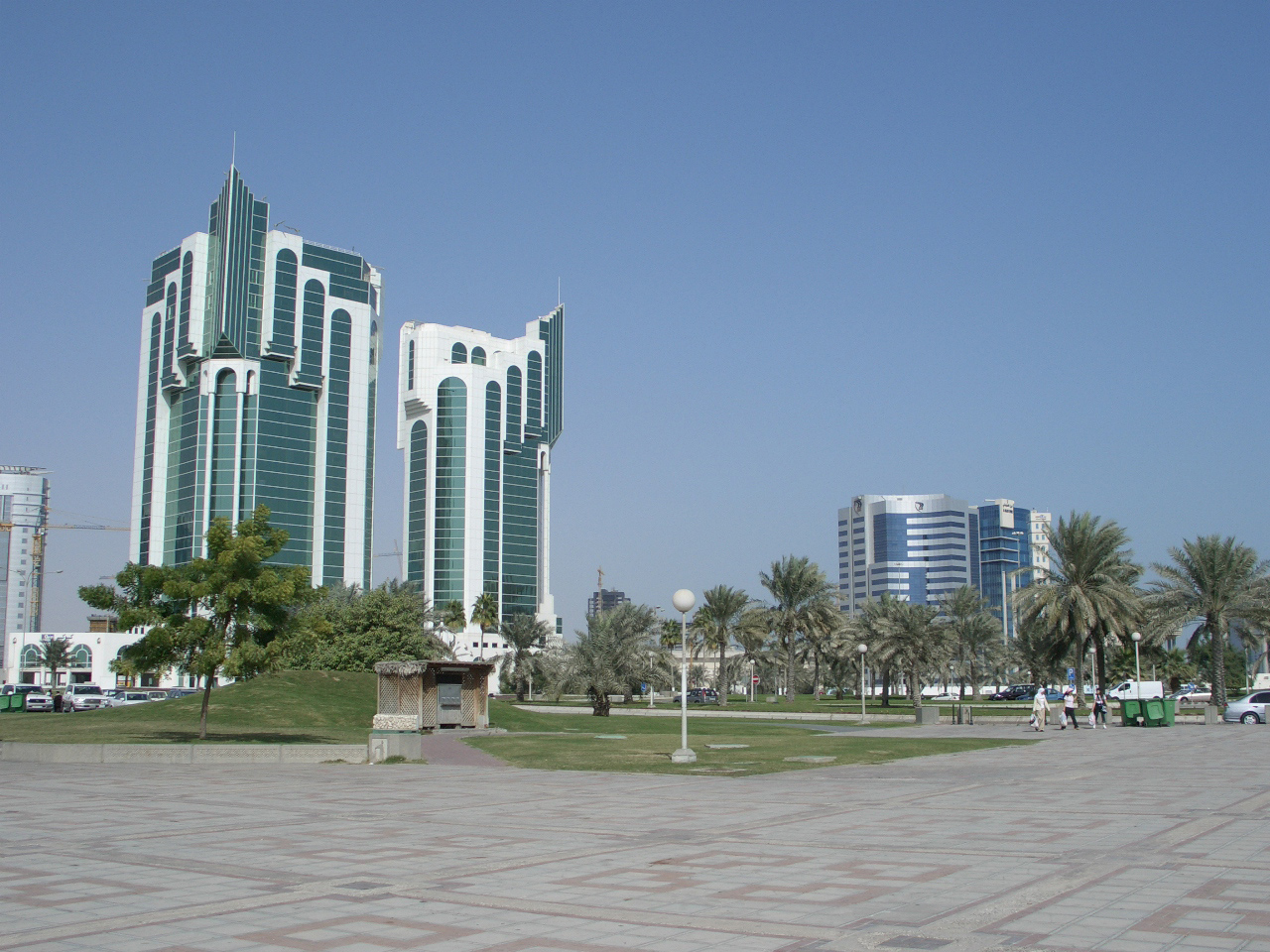
Doha of today, with modern buildings.
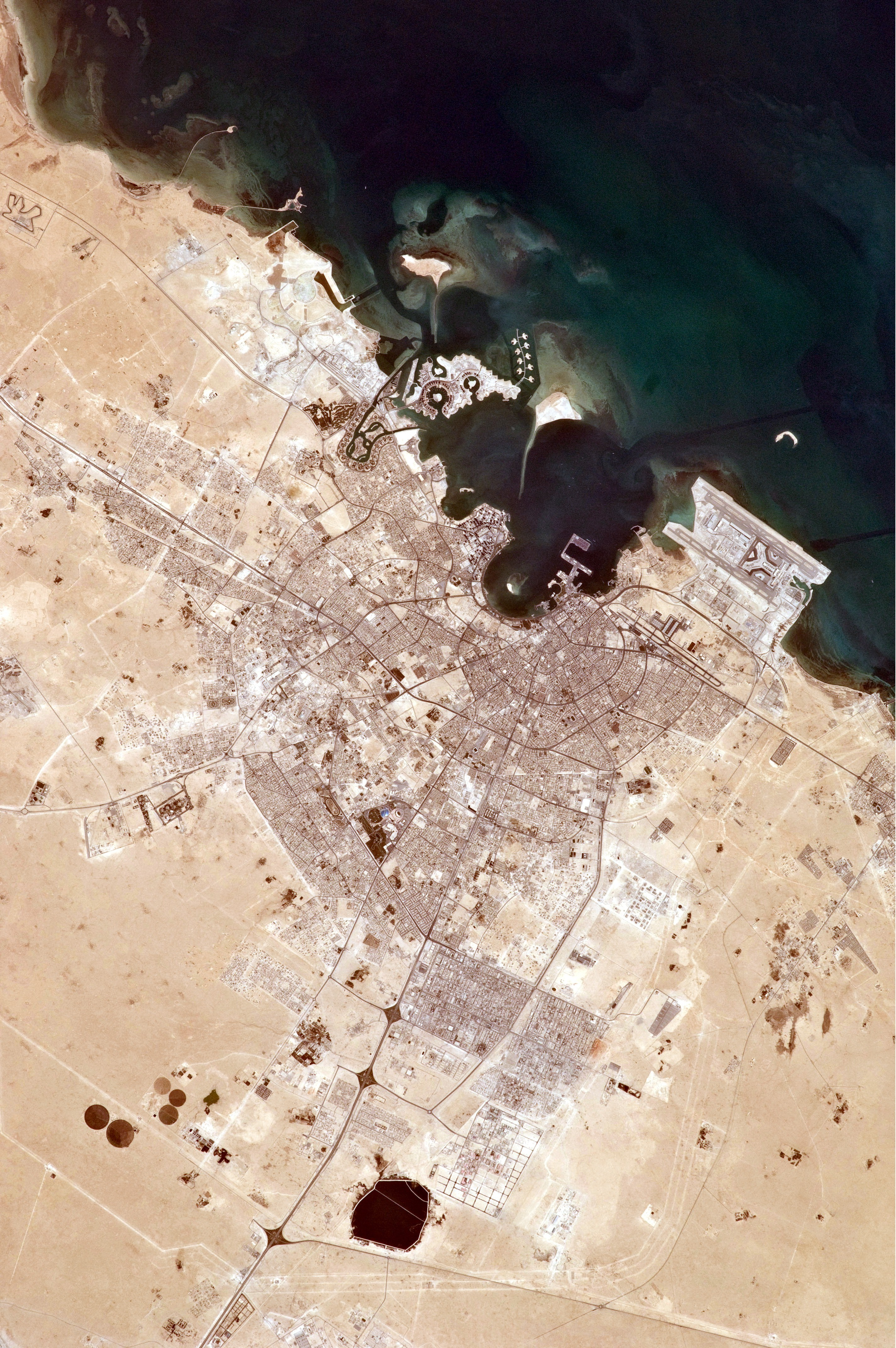
The old and new zones of Doha are clearly visible from the International Space Station.
Msheireb Enrichment Centre moored off Doha Corniche.
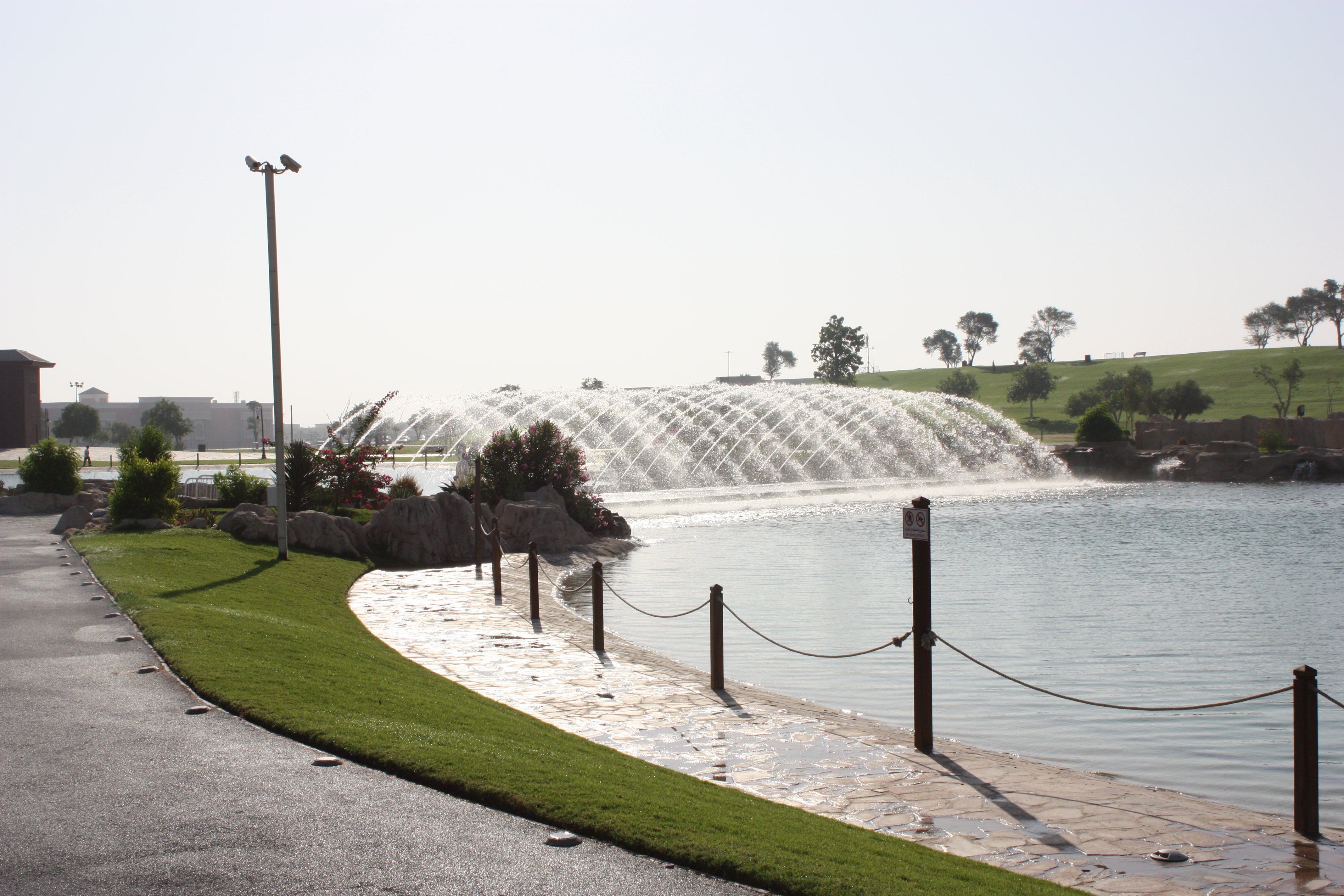
Aspire Park, Al Waab.
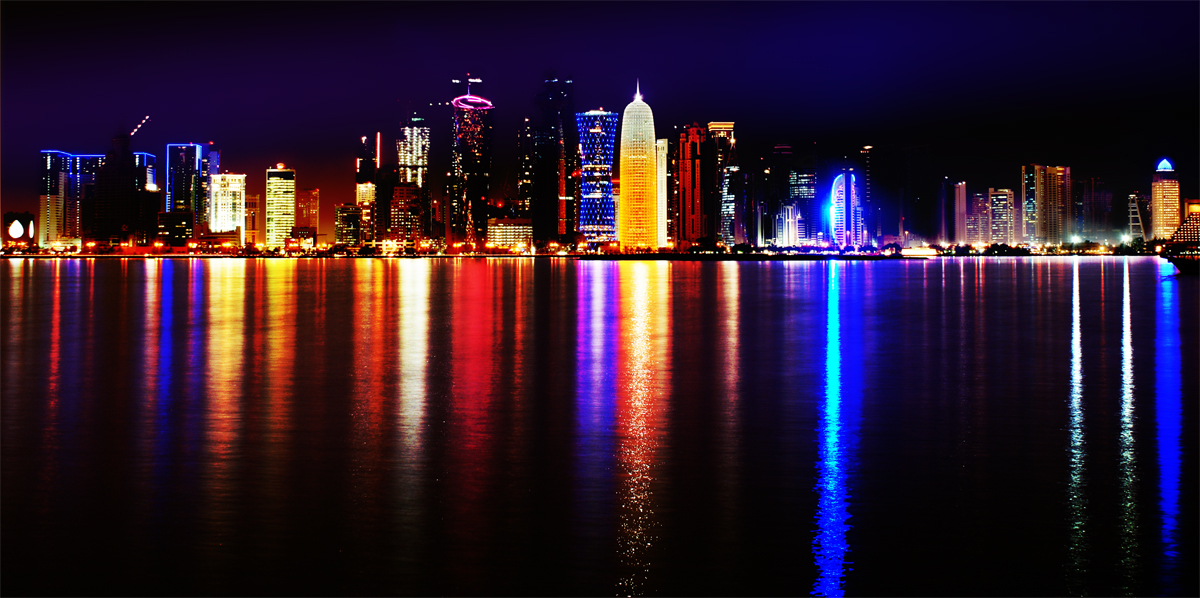
Doha, Qatar. Skyline at night. Showing the expansion of the business district.
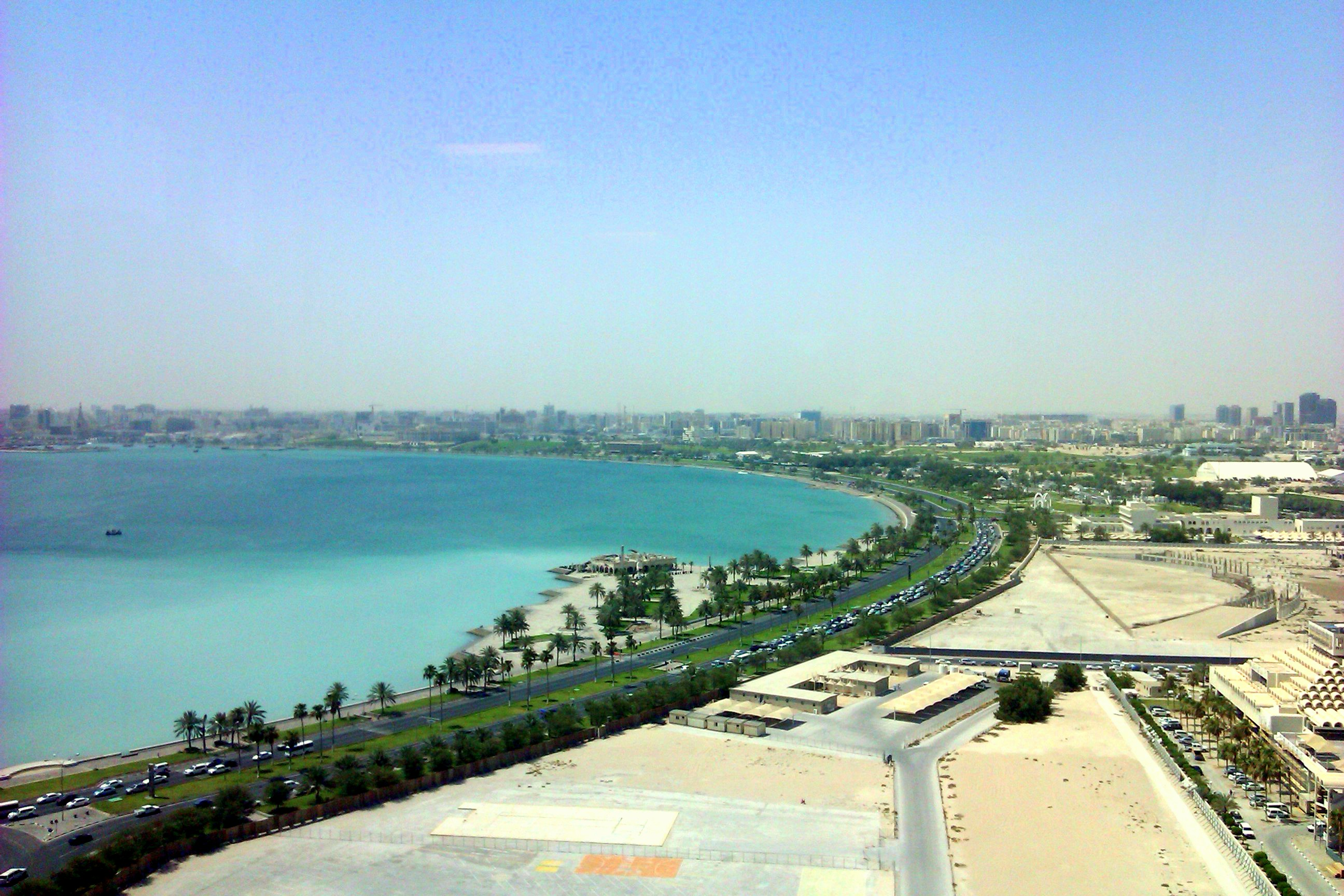
The Doha corniche